# Municipio de Lidingö
Lidingö (en sueco: Lidingö kommun o Lidingö stad) es un municipio de la provincia de Estocolmo, Suecia. Su sede se encuentra en la localidad de Lidingö en la isla homónima. El municipio es parte del área metropolitana de Estocolmo.
Se encuentra principalmente en la isla de Lidingö, pero también incorpora algunas islas más pequeñas de los alrededores, especialmente las islas Fjäderholmarna dentro del archipiélago de Estocolmo. Al ser un municipio insular, no se ha fusionado con ninguna otra entidad. Sin embargo, la pequeña isla de Tranholmen ha sido transferida al municipio de Danderyd. El municipio rural se convirtió en una ciudad de mercado (köping) en 1910, en ciudad en 1926 y en un municipio unitario en 1971.

## Localidades
Hay dos áreas urbanas (tätort) en el municipio:
| # | Tätort          | Población |
| - | --------------- | --------- |
| 1 | Lidingö         | 43 925    |
| 2 | Sticklinge udde | 3080      |

## Ciudades hermanas
Lidingö esta hermanado o tiene tratado de cooperación con:
- Lohja, Finlandia
- Saldus, Letonia
- Alameda, California